# Gaz Coombes
Gaz Coombes, nome artístico de Gareth Michael Coombes (Oxford, 8 de março de 1976) é um cantor, compositor e multi-instrumentista britânico. É conhecido por ser vocalista e guitarrista da banda de rock Supergrass.
Além de vocalista do Supergrass, Gaz Coombes também construiu uma carreira solo, com três álbuns inéditos, vários EPs e singles.

## Discografia
Com o Supergrass
Solo
- 2012: Here Come the Bombs
- 2015: Matador
- 2018: World's Strongest Man